# Clash (revista)
Clash é uma revista e site de música e moda do Reino Unido. É publicada quatro vezes por ano pela Music Republic Ltd, cujo antecessor Clash Music Ltd entrou em liquidação.
A revista ganhou o prêmio Revista Revelação no PPA Magazine Awards de 2004 e ganhou outros prêmios na Inglaterra e na Escócia. Mais notavelmente, ganhou Revista do Ano no Record of the Day Awards de 2011.

## História
Clash foi fundada por John O'Rourke, Simon Harper, Iain Carnegie e Jon-Paul Kitching. Ela surgiu da revista de listas gratuitas Vibe, com sede em Dundee, Escócia. Relançada como Clash Magazine em 2004, ganhou o prêmio de Revista Revelação no PPA Magazine Awards e Revista de Música do Ano no Record of the Day Awards em 2005 e 2011, respectivamente.
Em novembro de 2014, a revista publicou sua 99ª edição, mas depois retirou-se da publicação impressa em favor de mudar para uma operação online. O serviço baseado na web continuou durante a ausência da revista nas bancas. No final de 2015, foi anunciado que a Clash voltaria a ser impressa como uma revista bimestral a partir de fevereiro de 2016, iniciando sua corrida revivida com um especial de 100ª edição.